# Neoconocephalus spitzi
Neoconocephalus spitzi är en insektsart som beskrevs av Piza Jr. 1983. Neoconocephalus spitzi ingår i släktet Neoconocephalus och familjen vårtbitare. Inga underarter finns listade i Catalogue of Life.